# RINA (ジャズピアニスト)
RINA（リナ）は、日本のジャズピアニスト、コンポーザー。埼玉県川越市出身。ヤマハミュージック所属。

## 略歴
国立音楽大学にてジャズ専修1期生として入学し、ジャズピアノを小曽根真に師事。
2018年、バークリー音楽大学を卒業。同年、エリス・マルサリス国際ジャズ・ピアノ・コンペティションにて13ヵ国160名以上の参加者の中から7名のファイナリストに選ばれ第2位受賞。併せて最優秀作曲賞を受賞。
米CBSの人気テレビ番組「ザ ・レイト ショー・ ウィズ・ スティーブン・コルベア」にてジョン· バティステのバンドの一員 に抜擢され3日間連続出演。オバマ大統領夫人のミシェル・オバマをゲストに迎え演奏を披露。
ボストン・ミュージック・アワード2018にてジャズ・アーティスト・オブ・ザ・イヤーにノミネートされた。
小曽根真プロデュースとなるファーストアルバム『RINA』で世界デビュー（2020年）。
アルバム『Transparent Blue』をリリース（2023年）。
小江戸川越観光親善大使就任（2023年）。
ミズキーホール（横浜市港北区民文化センター）ホールアーティスト就任（2024年）。

## ディスコグラフィ

### アルバム
- RINA（2020年9月2日）
- Transparent Blue（2023年5月17日）

## 受賞
- バークリー音楽大学(2016年）：ジャズ・パフォーマンス・アワード受賞[1]。
- エリス・マルサリス国際ジャズ・ピアノ・コンペティション（2018年）：世界第2位、最優秀作曲賞[1]。
- セブン・ヴァーチャル・ジャズ・クラブ・コンテスト（2019年）：世界第3位受賞[1]。
- CDショップ大賞（2021年）：ジャズ賞受賞[1]。

## コンサート（パフォーマンス）
| 日付                            | タイトル | 場所                                         | アーティスト                                                       |
| ------------------------------- | --- | -------------------------------------------- | ------------------------------------------------------------------ |
| 2025年1月11日                   | ヨコスカ ジャズ ドリームス ライブシリーズ <ニューイヤースペシャル 2025＞ RINA Plays Rhapsody in Blue + Hammond ハモンドオルガン×ピアノトリオで聴く、特別なラプソディー・イン・ブルー | ヨコスカ・ベイサイド・ポケット               | RINA (p) 井上陽介 (b) 小田桐和寛 (ds)                              |
| 2024年12月27日                  | YOKOSUKA PORT MARKET Sun set live | YOKOSUKA PORT MARKET                         | RINA (p) 井上陽介（b）                                             |
| 2024年12月25日                  | RINA CHRISTMAS LIVE | Cafe, Dining & Bar 104.5                     | RINA (p) 中林俊也(sax)                                             |
| 2024年12月24日                  | RINA Christmas Live | BLUE YARD（大阪）                            | RINA (p)                                                           |
| 2024年12月18日                  | RINA ピアノトリオ | BODY＆SOUL（渋谷公園通り）                   | RINA (p) 佐藤潤一(b) 濱田省吾 (ds)                                 |
| 2024年12月7日                   | わくフェスクリスマス | 川越市立高階南小学校                         | RINA (p)                                                           |
| 2024年11月23日                  | Autumn Piano Concert RINA | 大宮Misic＆Live Bar Citylights               | RINA (p)                                                           |
| 2024年11月19日                  | RINA&井上陽介Duo | BODY＆SOUL（渋谷公園通り）                   | RINA (p) 井上陽介（b）                                             |
| 2024年11月9日                   | What is JAZZ? 〜RINAセレクション〜 | ミズキーホール at 音楽ルーム                 | RINA (p)                                                           |
| 2024年11月3日                   | Mizkie Sunday Jazz - 新綱島フェスタ | ミズキーホール at 音楽ル ーム                | RINA (p)                                                           |
| 2024年11月2日                   | Jazz Piano Recital RINA presented by TOKYO CITY UNIVERSITY | 東京都市大学 世田谷キャンパス                | RINA (p)                                                           |
| 2024年10月30日                  | 日本生命保険相互会社 新宿支社主催 Sunset Mood 1日の終わりに聴きたい曲 | ニッセイ・ライフプラザ 新宿                  | RINA (p)                                                           |
| 2024年10月25日                  | Piano Duo Live! 塩谷哲×RINA ～2台のグランドピアノで奏でるスペシャルジャズコンサート～                                                                                                | アクトシティ浜松                             | RINA (p) 塩谷哲(p)                                                 |
| 2024年10月24日                  | RINA Solo Piano | Barオペラ座                                  | RINA (p)                                                           |
| 2024年10月23日                  | ジャズとワインを愉しむ夕べ | ヤマハリゾート 葛飾 北の丸                   | RINA (p) 篠原正樹（tp）                                            |
| 2024年10月13日                  | 横濱ジャズプロムナード2024 RINA Trio | 関内ホール 小ホール                          | RINA (p) 井上陽介 (b) 小田桐和寛 (ds)                              |
| 2024年10月12日                  | 食と音と灯りの融合 川越REMIX | 川越連繋寺                                   | RINA (p)                                                           |
| 2024年9月21日                   | 川越NANAWATA | 川越NANAWATA                                 | RINA (p)                                                           |
| 2024年9月11日                   | Play! Live Play ParkではじめてのJAZZ！ | 立川 Play Park                               | RINA (p)                                                           |
| 2024年9月10日                   | RINA Solo Piano | 丸の内 COTTON CLUB                           | RINA (p)                                                           |
| 2024年9月8日                    | 井上陽介スペシャルトリオ | BODY＆SOUL（渋谷公園通り）                   | RINA (p) 井上陽介 (b) 濱田省吾（ds）                               |
| 2024年9月7日                    | 感謝祭 - Who is RINA? | ミズキーホール at 音楽ルーム / ギャラリー    | RINA (p)                                                           |
| 2024年8月24日                   | Tribute to George Gershwin Vol. 2 CROSSING RINA×塩谷哲 | 音楽の友ホール                               | RINA (p) 塩谷哲(p)                                                 |
| 2024年8月18日                   | サンロードビアパーク2024 | クレアパーク（クレアモール内）               | RINA (p)                                                           |
| 2024年8月12日                   | RINA×井上陽介デュオ | BODY＆SOUL（渋谷公園通り）                   | RINA (p) 井上陽介 (b)                                              |
| 2024年7月20日                   | SUMMER SWING ～夏の午後の贈りもの～ | BAR Dining FIVE Arrows                       | RINA (p)                                                           |
| 2024年7月15日                   | SUMMER PIANO CONCERT | MUSIC & LIVE BAR CITY LIGHTS                 | RINA (p)                                                           |
| 2024年7月6日                    | This is RINA ホールアーティスト就任記念コンサート | ミズキーホール                               | RINA (p)                                                           |
| 2024年6月29日                   | 金沢病院グループ発表会 ー医療と介護の一体的提供を目指してー | 横浜市金沢公会堂                             | RINA (p)                                                           |
| 2024年6月13日                   | ジョージ・ガーシュウィンに捧ぐ Vol.1 RINA ソロピアノコンサート | ベヒシュタイン・セントラム 東京              | RINA (p)                                                           |
| 2024年5月23日                   | JAZZ BEYOND TOKYO vol.8 RINA TRIO | song & supper BAROOM                         | RINA (p) 井上陽介 (b) 小田桐和寛 (ds)                              |
| 2024年4月20日                   | RINA Solo Live | BODY＆SOUL（渋谷公園通り）                   | RINA (p)                                                           |
| 2024年4月13日                   | With Five Notes 〜 5音とともに〜 | 高野山真言宗 歓成院 大倉山観音会館           | RINA (p) 歓成院 住職 摩尼秀法（声明） 三會寺 住職 安藤公敬（声明） |
| 2024年3月22日・23日・24日・29日 | SAKURA FES NIHONBASHI | COREDO室町テラス大屋根広場                   | RINA (p)                                                           |
| 2024年3月16日                   | RINA TRIO | THE MOMENT JAZZ CLUB                         | RINA (p) 井上 陽介 (b) 中村 海斗 (ds)                              |
| 2024年2月28日                   | RINA in The NEW Groove 〜plays Rhapsody in Blue and more 〜 | COTTON CLUB                                  | RINA (p) 井上陽介 (b) 小田桐和寛 (ds)                              |
| 2024年2月17日                   | Saturday Afternoon Jazz Party26 名曲「ラプソディ・イン・ブルー」初演100周年 | Jazz Spot Dolphy                             | 小針俊郎(レクチャー) RINA（p）                                     |
| 2024年2月11日                   | 【Standard RINA × Modern RINA 名古屋２days】 Modern RINA | Jazz Club Mister Kenny's                     | RINA（p）                                                          |
| 2024年2月10日                   | 【Standard RINA × Modern RINA 名古屋２days】 Standard RINA | Fantasie-Impromptu                           | RINA（p）                                                          |
| 2024年1月28日                   | 二人のRINA | ヤマハ銀座コンサートサロン                   | RINA＆RINA（Disklavier）                                           |
| 2024年1月7日                    | RINA Solo Piano | 大宮 Music &Live Bar City Light              | RINA（p）                                                          |
| 2023年12月23日                  | Jazz ＆ Flower Art LIVE 音の花、花の音 | 横浜山手西洋館・ベーリックホール             | RINA（p） 曽我部翔（フラワーアーティスト）                         |
| 2023年12月19日                  | Jazz ＆ Flower Art LIVE 音の花、花の音 | 横浜山手西洋館・ベーリックホール             | RINA（p） 曽我部翔（フラワーアーティスト）                         |
| 2023年12月17日                  | Fresa 19th Xmas Concert | 吉見町民会館（フレサよしみ）大ホール         | RINA（p） 須川崇志（b）                                            |
| 2023年12月16日                  | RINA TRIO | 所沢市民文化センターミューズ・キューブホール | RINA（p） 小田桐和寛（ds） 佐藤潤一（b）                           |

## メディア出演
- RINAジャズコンサートinフレサよしみ（テレ玉）2024年1月20日
- 地元で初のホールコンサート（川越経済新聞）2023年10月18日
- 国民年金基金WebCM（AdverTimes.）2023年6月20日
- THE TIME'・THE TIME,（TBSテレビ）月曜日レギュラー「けさの一曲」を担当 2024年11月14日～